# Kościół św. Trójcy w Zawichoście
Kościół świętej Trójcy w Zawichoście – rzymskokatolicki kościół parafialny znajdujący się w mieście Zawichost, na przedmieściu Trójca, w województwie świętokrzyskim. Należy do dekanatu Zawichost diecezji sandomierskiej.

Pierwotna budowla została wzniesiona w XIII wieku w stylu romańskim i z tego okresu zachowało się prezbiterium oraz część nawy z zachowanym kamiennym portalem wejściowym. Pierwsza wzmianka o kościele pochodzi z około 1470 roku. W XVIII wieku przedłużona została nawa oraz dobudowano zakrystię oraz dwie kruchty: północną i zachodnią. W tym czasie świątynia została konsekrowana. W obecnej postaci budowla reprezentuje styl barokowy. Kilkakrotnie kościół był restaurowany. Jest to budowla orientowana, murowana, wzniesiona z kamienia i otynkowana. W 1981 roku świątynia była remontowana. Wyposażenie wnętrza pochodzi z końca XVIII wieku i zostało wykonane według projektu Macieja Polejowskiego, dzięki staraniom księdza Jacka Kochańskiego. W ołtarzu głównym, poświęconym w 1798 roku jest umieszczony obraz Trójcy Świętej pędzla Jana Bogumiła Plerscha z końca XVIII stulecia.

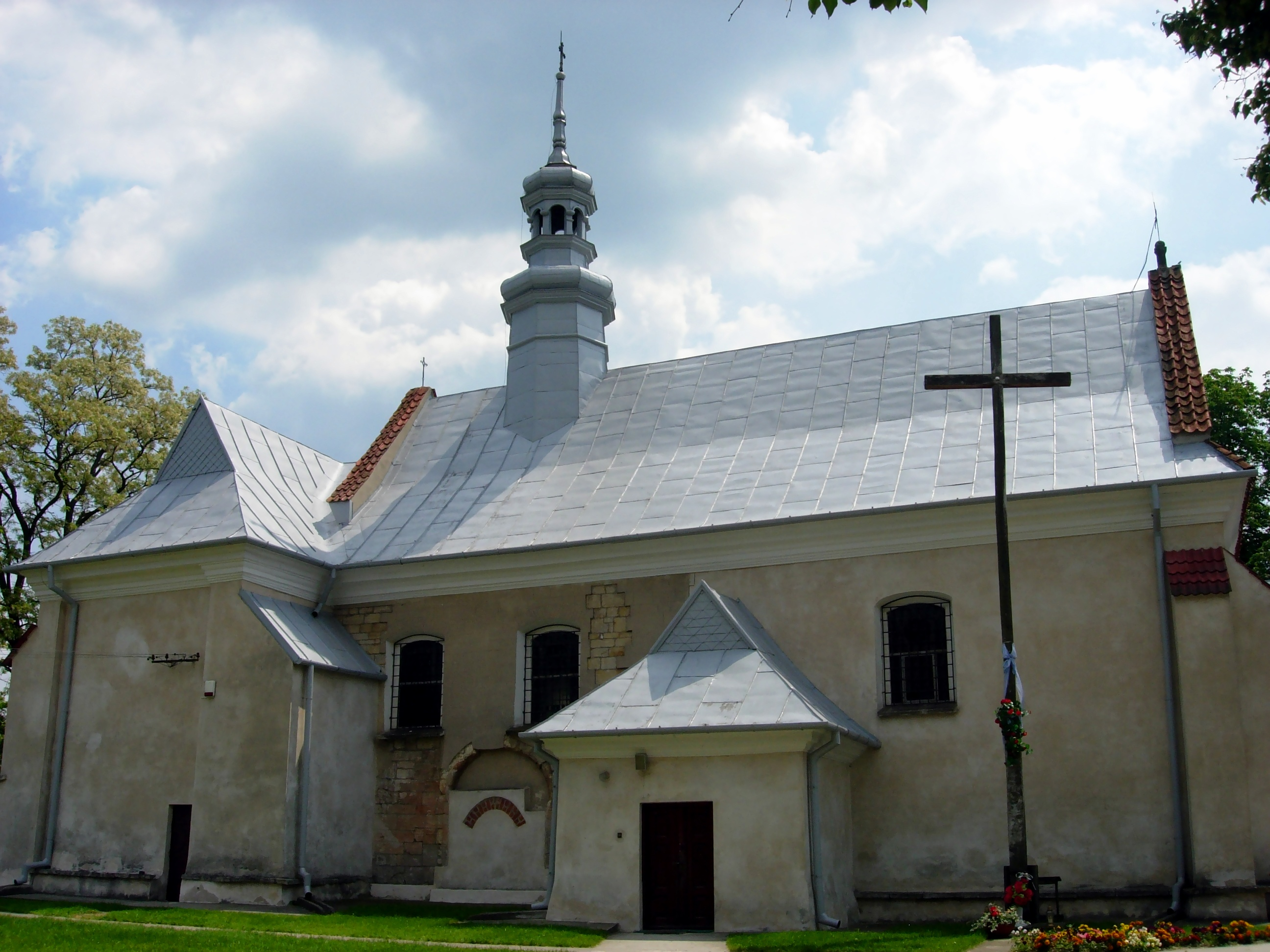